# Куликов, Сергей Николаевич (пятиборец)
Сергей Николаевич Куликов (21 ноября 1955 — 10 июля 2005) — советский спортсмен по современному пятиборье, Мастер спорта (1977). Мастер спорта международного класса (1981).

## Биография
Куликов Сергей Николаевич родился 21 ноября 1955 года в городе Москва.
С 1966 по 1974 годы активно занимался плаванием (кандидат в мастера спорта СССР).
В начале 1976 году начал заниматься современным пятиборьем в экспериментальной группе олимпийского резерва Спортивного общества «Спартак» (ДЮШОР по современному пятиборью и конному спорту) на КСБ «Планерная» (впоследствии Олимпийский учебно-спортивный центр «Планерная») под руководством олимпийского чемпиона Минеева Виктора Александровича. Его тренировали: заслуженный тренер РСФСР Панов В. В., заслуженный тренер СССР Талаев Е. П., заслуженный тренер СССР Кулагин К. Ф., заслуженный тренер РСФСР Романов Ю. В.
Выступал за «Спартак» (Москва). С 1981 года начал тренироваться и выступать за команду ЦСКА (Москва), а с 1984 года за СКА ЦГВ (Центральная группа войск).
Победитель международных соревнований (Ленинград, 1981 г.) в личном первенстве.
В период с 1981 по 1986 годы входил в состав сборной команды СССР по современному пятиборью. Неоднократный призёр Всесоюзных и международных соревнованиях в составе сборной СССР и Москвы. Победитель и призёр Спартакиады дружественных армий (1981—1984).
После завершения спортивной карьеры в 1988 году перешёл на тренерскую работу в КСБ (конно-спортивная база) ЦСКА в Москве на ул. Лавочкина.
С 1992 по 2000 годы работал тренером по плаванию в бассейне «Октябрь» (ул. Живописная).
Скоропостижно скончался летом 10 июля 2005 года. Похоронен на Митинском кладбище Москвы, участок № 135 вместе с родителями.

## Образование
- МИФИ (1979).
- ГЦОЛИФК (1986, заочно).

## Достижения
- Мастер спорта СССР (присвоено 16 мая 1977 года, удостоверение № 129006).
- Мастер спорта СССР международного класса (1981).